# Ulrike (prénom)
Pour les articles homonymes, voir Ulrike.

## Étymologie
Ulrike est un prénom féminin (le prénom masculin correspondant est Ulrich).
Ulrike vient du vieux haut allemand, la plus ancienne forme écrite de l'allemand (de 750 à 1050  environ). Il s'agit d'une contraction de  uodal qui signifie patrimoine, pays natal et de rihhi, riche.  Ce prénom s'est diffusé au XVIIIe siècle dans la noblesse. Depuis le début du XXe siècle, il est devenu plus populaire grâce aux feuilletons des journaux et périodiques.

## Variantes
- Ulrika
- Riike
- Rika
- Rike
- Riken
- Rikerl
- Riki
- Uli
- Ulla
- Ulle
- Ulli
- Ullie
- Ulrique (français)
- Ulschke
- Uri (suisse)
- Ulrira

### Personnages célèbres
- Ulrike Frank, actrice allemande ;
- Ulla Jacobsson, actrice suédoise ;
- Ulrike Maier, skieuse alpine autrichienne ;
- Ulrike Meinhof, journaliste allemande devenue terroriste au sein de la Fraction armée rouge ;
- Ulrike Meyfarth, athlète allemande, pratiquant le saut en hauteur ;
- Ulrike Müßig, historienne du droit allemande ;
- Ulrique-Éléonore de Danemark, reine de Suède et de Finlande, mère d'Ulrique-Éléonore de Suède ;
- Ulrique-Éléonore de Suède, reine de Suède-Finlande, fille d'Ulrique-Éléonore de Danemark ;
- Ulrike C. Tscharre, actrice allemande ;
- Ulrike von Levetzow, dernière amante de Goethe.